# 後藤正文
後藤 正文（ごとう まさふみ、1976年12月2日 - ）は日本のミュージシャン、ボーカリスト、ギタリスト、作詞家、作曲家、コラムニスト。ロックバンド・ASIAN KUNG-FU GENERATIONのボーカル、ギター担当。「Gotch」（ゴッチ）名義でも活動する。

## 来歴
ASIAN KUNG-FU GENERATIONでの活動についてはASIAN KUNG-FU GENERATIONの#概要や#来歴の節を参照。
デビュー以前の各時期に影響を受けた音楽については本項の#影響を受けたアーティストなどの節を、アルバムやライブの履歴については本項の#作品および#ライブの節を参照。
1976年12月2日に静岡県島田市に生まれる。静岡県立島田高等学校では野球部に入っていたが、レギュラーにはなれなかった。高校卒業後、1年間東京都立川市で浪人生活を送った後、関東学院大学経済学部の夜間部に進学。在学中の1996年にASIAN KUNG-FU GENERATIONを音楽サークル内で結成。大学卒業後は、小さな出版社の営業として働いており、このときの経験から裏方の気持ちがわかると語っている。2003年ASIAN KUNG-FU GENERATIONのメンバーとして、メジャー・デビュー。
2011年の東日本大震災の際には、ソロでチャリティ活動を積極的におこなっており、おもにライブ会場で募った通称「ゴッサン基金」を元に、物品を購入し被災地へと送る活動を実施した。また同年には、「未来について考える新聞」を自費発行。同年配信限定リリースした初のソロ音源「LOST」（ヴォーカルにYeYeを迎える）の売上は、同誌の運営資金とした。
2013年ごろよりザ・タイマーズを模した覆面バンド「エセタイマーズ」の一員も務めている。2014年の『Can’t Be Forever Young』以降、Gotch名義で複数のソロ・アルバムをリリースしており、ライブ活動もおこなっている。《朝日新聞》や《ロッキンオン・ジャパン》などでコラムニストとしての活動もおこなっており、複数の書籍が刊行されている。

## 人物

### 音楽活動について
後藤はソロ活動について、音楽がだれでも発信できるようになってきて、一方で技術がコンピューターに置き換わり誰でもいい仕事が増えているが、その危機感から、だれでもよくない、この人でないとできないことを追求したと述べている。

#### 影響を受けたアーティストなど
小学生のころはサザンオールスターズ、井上陽水、マイケル・ジャクソンなどをカー・ステレオで聴いていた。とくにサザンオールスターズは、両親が大ファンであったため印象に残っており、『KAMAKURA』（1985年）は当時もカッコいいと思っていたが、2020年現在に聴いても凝ったサウンド・デザインだと感じると語っている。また、ジャニーズのアイドルも好きであったという。自分で初めて買ったCDはTHE BLUE HEARTSの「青空」(学生時代は　「TRAIN-TRAIN」や「リンダリンダ」のような激しい曲のほうがよかったが、当時売っていなかった）である。
バンドへの興味という点では、中学生のころ聴いていたユニコーン（とくに奥田民生）の影響が大きかったという。高校時代は、パンクやオールディーズなどの洋楽も聴き始めている。その後、浪人時代にオアシス、ベック、ウィーザー、ティーンエイジ・ファンクラブなどに傾倒し、リーフ、フー・ファイターズなどのライブにも足を運んだという。とくに、曲作りにはオアシスのノエル・ギャラガーの影響が大きく、当時は作詞もノエルを真似ていたという。大学卒業前の時期には、eastern youth、ナンバーガール、サニーデイ・サービスなどの影響を受けて、日本語での作詞をはじめている。

### 私生活について
2007年9月22日付のASIAN KUNG-FU GENERATIONの公式サイト上の日記において、デビューごろのインタビューで友人のことを話して傷つけてしまったことを後悔しており、職業柄好奇心にさらされることは当然かもしれないが、生活があるのでプライベートについてはノーコメントを貫きたい、そっとしておいてほしい、という旨のコメントを発表している。

### SEALDsについて
「SEALDsとか見ていると、『おじさんたちが黙っててどうするんだ』って、ちょっと恥ずかしくなりますし」と共感を寄せている
。なおSEALDsは解散した。

### 安倍政権について
2014年9月23日「さようなら原発全国大集会」にエセタイマーズで出演。「もうだめだろ 安倍政権 もうやめとけ 安倍政権 あべしね」と歌う。その後のMCにおいて、「僕ら詩人でしょ？比喩です。政治生命こそ死を。詩人としてね。あべしね。4文字だよ。」と話した。
「Rolling Stone日本版」2015年7月号において、「今、どんなことにピンと来ていますか？」といった質問に対し、「どうやったら早く安倍政権が終わるかっていうことを考えていますね」「最悪のタイミングで、最悪の人が総理大臣になっていると思います」と答えた。
2022年7月8日、安倍晋三銃撃事件の発生に際し「最悪のニュースに動揺してほとんど動けずにいました。ここに言葉を綴るかどうかについても逡巡しました。こんなことは許せない。安倍晋三さんの回復を祈ります。」と、自身のTwitterに投稿。
後日、後藤は自身のnoteを更新し、「俺自身の胸に手を当てれば、過去に吐いた言葉の呪力で自分の心が焼かれるのは仕方がないことだと思う。表現の自由は、自由に評価されることを含んでいる」とした。

## 作品

### シングル
|     | 発売日                                                                   | タイトル                | 規格品番 | 備考                                                    |
| --- | ------------------------------------------------------------------------ | ----------------------- | -------- | ------------------------------------------------------- |
| 1st | 2012年8月1日                                                             | LOST                    | ODEP-002 | 7inchEPでの発売 NANO-MUGEN FES. 2012 会場でのみ限定販売 |
| 2nd | 2013年4月20日                                                            | The Long Goodbye        | ODEP-003 | 7inchEPでの発売                                         |
| 3rd | 2014年3月12日                                                            | Wonderland / 不思議の国 | ODEP-004 | 7inchEPでの発売                                         |
| 4th | 2014年11月28日                                                           | Route 6                 | ODEP-007 | 7inchEPでの発売                                         |
| 5th | 2017年4月24日 (ライブ会場・デジタルダウンロード) 2017年6月21日(一般販売) | Taxi Driver             | ODEP-010 | 7inchEPでの発売                                         |

### アルバム
|                | 発売日                       | タイトル               | 規格品番                                                    | 備考 |
| -------------- | ---------------------------- | ---------------------- | ----------------------------------------------------------- | ---- |
| 1st            | 2014年4月19日 2014年4月30日  | Can't Be Forever Young | ODJP-001（12inch LP+バックアップCD付） ODCP-006（通常盤CD） |      |
| ライブアルバム | 2014年11月19日 2014年12月3日 | Live in Tokyo          | ODJP-002（12inch LP+バックアップCD付） ODCP-008（通常盤CD） |      |
| 2nd            | 2016年7月13日 2016年9月7日   | Good New Times         | ODCP-014（通常盤CD） ODJP-005（12inch LP+バックアップCD付） |      |
| 3rd            | 2020年12月2日                | Lives By The Sea       |                                                             |      |

### DVD
|     | 発売日        | タイトル                                  | 規格品番 | 備考         |
| --- | ------------- | ----------------------------------------- | -------- | ------------ |
| 1st | 2016年10月1日 | 「Good New Times」at Billboard Live TOKYO | ODBL-001 | 通信販売限定 |

### 参加作品
- SPECIAL OTHERS『SPECIAL OTHERS』（2011年11月30日、SPEED STAR RECORDS）
  - 「DANCE IN THE TSURUMI」を作詞、ボーカルで参加。
- チャットモンチー「きらきらひかれ」（2012年7月4日、Ki/oon Music）
  - プロデュースを担当。「カリソメソッド」を作曲、ボーカルで参加。
- Dr.DOWNER『幻想のマボロシ』（2013年7月3日、Ki/oon Music）
  - プロデュースを担当。
- the chef cooks me『回転体』（2013年9月4日、only in dreams）
  - プロデュースを担当。
- 長谷川健一『my favorite thing』（2013年12月18日）
  - レコーディング・ディレクションを担当。一部の楽曲ではコーラスとして参加。
- ART-SCHOOL『YOU』（2014年4月9日、Ki/oon Music）
  - 「革命家は夢を観る」のプロデュースを担当。
- THE BED ROOM TAPE『Undertow』（2016年3月9日、SPACE SHOWER MUSIC）
  - 「音符の港 feat.Gotch」にボーカルで参加。
- ACE『STRAIGHT』（2015年9月23日、戦極CAICA）
  - ラップと歌唱などを担当[21]。
- レキシ『Vキシ』（2016年6月22日、ビクターエンターテイメント）
  - 「やぶさめの馬 feat. ハッピー八兵衛」にボーカルで参加。
- 結束バンド『結束バンド』（2022年12月28日、アニプレックス）[22]
  - 「転がる岩、君に朝が降る」の作詞・作曲を担当[23]。

### 書籍
| 発売日        | タイトル                           |
| ------------- | ---------------------------------- |
| 2006年3月17日 | ゴッチ語録 ―GOTCH GO ROCK!―        |
| 2012年1月18日 | ゴッチ語録 A to Z                  |
| 2016年4月27日 | 何度でもオールライトと歌え         |
| 2016年5月12日 | ゴッチ語録 決定版 ―GOTCH GO ROCK!― |
| 2022年5月30日 | INU COMMUNICATION                  |
| 2023年10月6日 | 朝からロック                       |

### おもな連載など
- 「後藤正文の朝からロック」（朝日新聞朝刊・水曜日・文化芸能面、2017年4月5日 -）[24][14]。

## 使用機材

### ギター
- Gibson Marauder - 2本所有しており、かつてはメインとして使用していたが、パワー不足などの理由で現在はほとんど使用していない。ボディーには、ステッカーが何枚か貼られている。また本人の発言では、本機材にてレコーディングされた曲は驚くほど少ない[要出典]。
- Gibson Les Paul Standard - 過去に細美武士に貸し出されていた。
- Gibson Les Paul Special
- Gibson Les Paul Jr. - 現在のメインギター。2004年7月22日付の日記で購入を報告している。
- Gibson Les Paul Jr.（John Lennon Model） - 2007年に入手[25]。

### エフェクター
- BOSS DD-5／DD-20（ディレイ）
- BOSS PH-2（フェーザー）
- BOSS TU-2／TU-12（チューナー）
- BOSS SL-20（スライサー）
- BOSS LS-2（ラインセレクター）
- BOSS FS-5L（フットスイッチ）
- Ibanez TS-9（オーバードライブ）
- Custom Audio Japan Twin Tremolo（トレモロ）

### アンプ
- Fender Vibro King
- Fender Twin Reverb '68 - 2004年7月24日付の日記で購入を報告。曰く「掘り出し物」。
- Roland JC-160

## ライブ

### 出演イベント
- 2012年07月07日 - NO NUKES 2012
- 2012年07月08日 - NO NUKES 2012
- 2013年11月06日 - RA RA RIOT JAPAN TOUR 2013
- 2014年04月30日 - THE FUTURE TIMES Gallery&Live 2014
- 2014年05月11日 - THE FUTURE TIMES Gallery&Live 2014
- 2014年06月01日 - POWER STOCK 2014 in MIYAKO
- 2014年07月24日 - FUJI ROCK FESTIVAL '14
- 2014年08月16日 - RISING SUN ROCK FESTIVAL 2014 in EZO
- 2014年09月23日 - 川内原発再稼働するな！フクシマを忘れない！さようなら原発☆全国集会＆大行進
- 2014年11月16日 - うづくしまLIVE 2014
- 2014年11月23日 - LITHIUM ROCK FESTIVAL 2014
- 2014年12月29日 - COUNTDOWN JAPAN 14/15
- 2015年11月27日 - NO NUKES 2015 Acoustic Night
- 2016年04月27日 - Knockin'on the Next Door3
- 2016年05月29日 - Barbate Rock 5th Anniversary ～Hige Mirage～ Powered by QUATTRO MIRAGE
- 2016年06月05日 - 頂 -ITADAKI- 2016
- 2016年06月08日 - 「Good NewTimes」at Billboard Live <TOKYO>
- 2016年06月09日 - 「Good NewTimes」at Billboard Live <TOKYO>
- 2016年06月12日 - Yasei Collective「WE ARE ALL "LIGHT"TOUR 2016」
- 2016年06月20日 - 「Good NewTimes」at Billboard Live <OSAKA>
- 2016年07月10日 - Niw! Records & kit gallery PRESENTS "DON'T TRASH YOUR VOTE"
- 2016年08月20日 - SUMMER SONIC 2016 <OSAKA>
- 2016年12月03日 - POWER STOCK EXTRA GIG DAY.2
- 2017年09月24日 - 中津川 THE SOLAR BUDOKAN 2017
- 2021年08月22日 - FUJI ROCK FESTIVAL 2021

## 出演

### ラジオ
- INNOVATION WORLD ERA（J-WAVE） - 毎月第2日曜日 番組ナビゲーター[26][27]